# Гу Сяоли
Гу Сяоли (кит. упр. 顾晓黎; род. 28 марта 1971 или 18 марта 1971, Ляонин) — китайская гребчиха, выступавшая за сборную Китая по академической гребле в период 1991—2009 годов. Бронзовая призёрка летних Олимпийских игр в Барселоне, чемпионка мира, участница многих регат национального и международного значения.

## Биография
Гу Сяоли родилась 28 марта 1971 года в провинции Ляонин, КНР.
Заниматься академической греблей начала в 1986 году, проходила подготовку в Шанхае.
Дебютировала на взрослом международном уровне в сезоне 1991 года, когда вошла в основной состав китайской национальной сборной и выступила на чемпионате мира в Вене, где заняла четвёртое место в парных двойках и седьмое место в парных четвёрках.
Благодаря череде удачных выступлений удостоилась права защищать честь страны на летних Олимпийских играх 1992 года в Барселоне. Вместе с напарницей Лу Хуали в решающем финальном заезде парных двоек пришла к финишу третьей позади экипажей из Германии и Румынии — тем самым завоевала бронзовую олимпийскую медаль. Также стартовала здесь в парных четвёрках, показав итоговый седьмой результат.
После барселонской Олимпиады Гу осталась в составе гребной команды Китая на ещё один олимпийский цикл и продолжила принимать участие в крупнейших международных регатах. Так, в 1993 году в парных четвёрках она одержала победу на чемпионате мира в Рачице.
На мировом первенстве 1995 года в Тампере была седьмой в парных четвёрках.
Находясь в числе лидеров китайской национальной сборной, благополучно прошла отбор на Олимпийские игры 1996 года в Атланте, однако на сей раз попасть в число призёров не смогла — в программе парных четвёрок финишировала пятой.
В 2003 году в парных четвёрках заняла одиннадцатое место на чемпионате мира в Милане.
В 2004 году в той же дисциплине выиграла бронзовую медаль на этапе Кубка мира в Познани.
Была лучшей в распашных рулевых восьмёрках на этапе Кубка мира 2005 года в Итоне.
Последний раз показала сколько-нибудь значимый результат на международной арене в сезоне 2009 года, когда побывала на этапе Кубка мира в Люцерне и привезла оттуда награду серебряного достоинства, выигранную в зачёте безрульных четвёрок.